# Ламінування

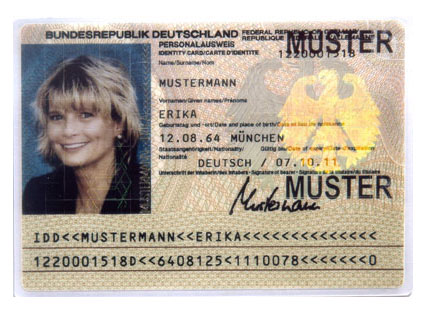
Приклад ламінації.

Ламінування чи ламінація — процес нанесення на поліграфічну продукцію прозорої плівки. Основним завданням та метою ламінування є захист готової друкованої продукції від впливу зовнішніх факторів та значне продовження терміну її експлуатації. Ламінування захищає як від вологи та пилу, так і механічного впливу. Ламінування дозволяє легко очищати продукцію від забруднень при вологому прибиранні. Із 2000-х років ламінують також вікна.

## Види ламінації
Розрізняють два основних види ламінації — «холодне» та «гаряче». Основною різницей між цими видами — процес нанесення плівки на зображення. У випадку з холодним ламінуванням температура матеріалу — кімнатна, а при гарячому ламінуванні — температура вала до 160 градусів. Товщина плівки від 17 до 250 мікрон. Найпопулярніші до використання — 20, 24, 27 і 30 мікрон.
Як правило, гаряче ламінування використовується для ламінації офісних документів, сувенірної та малогабаритної поліграфічної продукції.
Холодне — використовується для ламінації широкоформатного друку за допомогою рулонних ламінаторів.

## Плівки для ламінування
Плівки для ламінування бувають: Глянцеві — добре передають колір зображення, насиченність та яскравість, але відблиски світла на глянцевій поверхні заважають сприймати інформацію написану дрібним шрифтом, наприклад, інформаційний текст.
Матові — виключають відблиски, дають можливість робити написи на поверхні. Покриття матовою плівкою виглядає респектабельніше і зазвичай використовується для ламінування візиток та іншої рекламної продукції.
Текстуровані — наприклад: «Пісок», «Холст», «Льон», «Бризки шампанського», «Тканина» використовують для декорування поверхні зображення.
Сучасні плівки для ламінування виробляють на основі трьох видів полімерів:
- Поліестеру (поліетилентерефталат — РЕТ);
- Поліпропілену (РР, BOPP);
- Полівінілхлориду (ПВХ або PVC).

Примітно те, що плівки на основі ПВХ придатні для ламінування лакофарбового покриття автомобілів, що вперше було випробувано в 2005 році російськими стилістами з Re-styling.
Будь-яка плівка на основі поліестеру — багатошарова і містить, як правило, три шари:
- шар поліестеру (PET), який є основою і що додає плівці жорсткість і пружність;
- шар поліетилену (РЕ), який є сполучною ланкою і своєрідною «подушкою» при ламінуванні;
- шар полімерного «клею» (EVA — етиленвінілацетат) — низькоплавкого (95–120 °C) полімеру із властивостями адгезії.